# Esymus sculpturatus
Esymus sculpturatus är en skalbaggsart som beskrevs av Edmund Reitter 1892. Esymus sculpturatus ingår i släktet Esymus och familjen Aphodiidae. Inga underarter finns listade i Catalogue of Life.